# Бахардок (метеорит)
Бахардок — каменный метеорит-хондрит. Его вес 4120 граммов. Найден в песках пустыни Каракум в окрестносятх посёлка Бахардок в сентябре 1978 года. Метеорит обнаружен рабочим центральной геофизической экспедиции И. И. Прониным. Он увидел в нём что-то очень необычное для песков пустыни, принес на базу и передал старшему технику. Тот не мог объяснить откуда в пустыне взялся такой камень, и впоследствии передал его в физико-технический институт Академии наук Туркмении. В середине января 1979 года метеорит поступил в КМЕТ. Место его находки — в 60 км к северу от железнодорожной станции Геок-Тепе и в 50 км от ближайшего поселка Бахардок. Метеорит очень сильно окислен и так «оброс» песком, что даже специалист не сразу распознает в нём пришельца из космоса. Небольшой невзрачный камень по внешнему виду мало похож на метеорит. Темный, покрытый ржавыми пятнами, сцементировался, песок образовал на нём наросты, проник в трещины — таков этот второй туркменский метеорит, похожий на простой булыжник.